# Inđija
Inđija (in serbo Инђија?) è una città e un comune della Serbia del distretto della Sirmia nel sud della provincia autonoma della Voivodina. Nel 2002 la città contava una popolazione totale di 26.247. La sua area è di 384 km².

## Geografia fisica
La municipalità di Inđija comprende, oltre che alla città, i villaggi di:

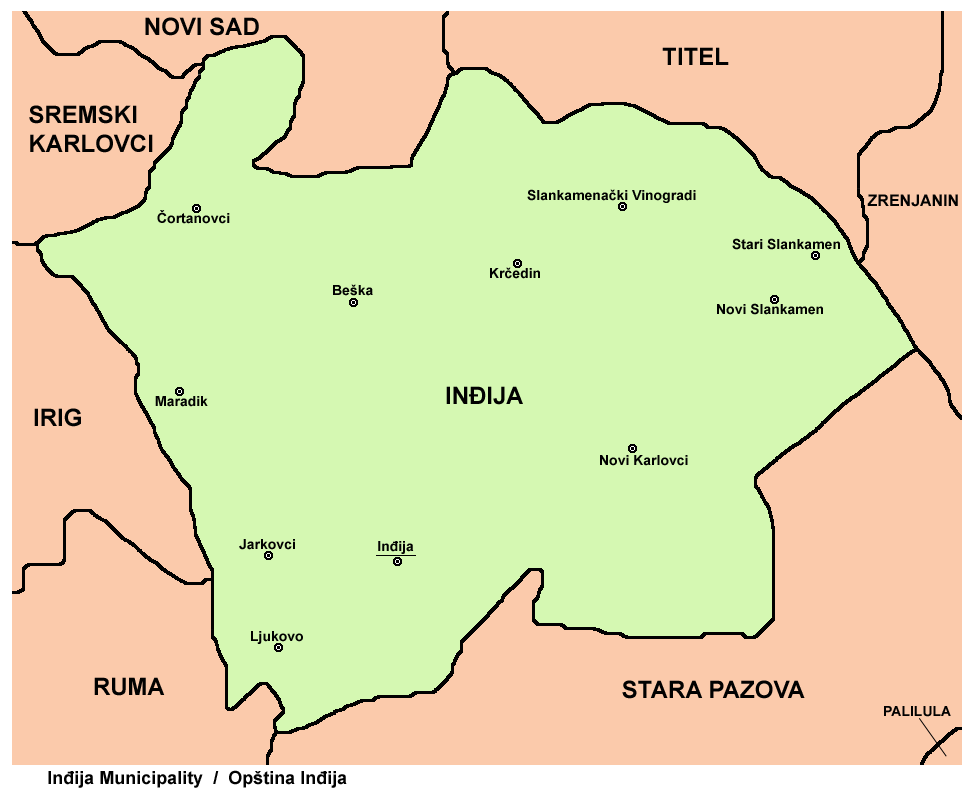
La municipalità di Inđija

- Beška
- Čortanovci
- Jarkovci
- Krčedin
- Ljukovo
- Maradik
- Novi Karlovci
- Novi Slankamen
- Slankamenački Vinogradi
- Stari Slankamen

## Società

### Etnie e minoranze straniere

#### Nel comune
La popolazione del comune di Inđija è composta da:
| Paese      | Popolazione |
| ---------- | ----------- |
| Serbia     | 42 105      |
| Croazia    | 1 904       |
| Jugoslavia | 969         |
| Ungheria   | 962         |
| Altri      |             |

#### Nella municipalità
| Paese      | Popolazione |
| ---------- | ----------- |
| Serbia     | 22 995      |
| Croazia    | 538         |
| Jugoslavia | 530         |
| Ucraina    | 375         |
| Ungheria   | 219         |
| Montenegro | 131         |
| Altri      |             |

- La maggior parte degli insediamenti nel comune ha una maggioranza etnica serba con un'unica eccezione: nell'insediamento di Slankamenački Vinogradi l'etnia slovacca è la maggioranza.

## Cultura
Il 26 giugno 2007 si è tenuto a Inđija un concerto dei Red Hot Chili Peppers.
Il concerto è durato circa 1 ora e 20 minuti ed era parte della Green Fest. Parteciparono all'evento circa 90.000/100.000 persone, molte delle quali provenienti dai paesi vicini per vedere una delle band più popolari dei giorni nostri.

## Sport

### Calcio
La città ha una squadra di calcio, la FK Inđija (in serbo cirillico: ФК Инђија).

### Pallacanestro
La squadra principale della città è il KK Železničar Inđija.

## Amministrazione

### Gemellaggi
Inđija è gemellata con:
- al-Salt
- Paderno Dugnano
- Gevgelija
- Ocrida